# Simon Bernard
Pour les articles homonymes, voir Simon Bernard (chef d'entreprise) et Bernard.
Le général-baron Simon Bernard, né le 28 avril 1779 à Dole (Jura) et mort le 5 novembre 1839 à Paris (Seine), est un général et homme politique français de la Révolution et de l’Empire.

## Biographie
De parents très pauvres, Simon Bernard est admis gratuitement à l'école centrale de Dole, sa ville natale, tenue par l'abbé Jantet, et s'y distingue par des aptitudes remarquables pour les sciences exactes. Il entre à l'École polytechnique en 1794. « On raconte, rapporte le Dictionnaire des parlementaires qu'il arrive à Paris au milieu d'un hiver des plus rigoureux, à pied, le sac sur le dos et un bâton ferré à la main, avec une lettre de recommandation pour l'illustre Lagrange. Épuisé de fatigue, transi de froid, il se traîne le long des quais, lorsqu'il est sauvé par une bonne femme qui l'emmène chez elle, le réchauffe et le conduit à l'école. » Il en sort le deuxième dans la promotion du génie en 1799. 

### Sous le Consulat et l'Empire
Il fait ses premières armes à l'armée du Rhin et y gagne bientôt les épaulettes de capitaine, le 22 mars 1800.
Pendant la campagne de 1805, il est chargé de mener une reconnaissance jusque sous les murs de Vienne et s'acquitte de cette mission de manière à mériter le grade de chef de bataillon. À Ingolstadt, il épouse Josepha von Lerchenfeld, sœur d'un ancien ministre des Finances du roi de Bavière. Il passe quelque temps en Illyrie, d'où il revient en 1809 pour prendre la direction des travaux d'Anvers avec le grade de major. C'est alors qu'il est choisi comme aide de camp par Napoléon Ier.
Dans le Mémorial de Sainte-Hélène, Las Cases évoque cet épisode dans les termes suivants : Dans un des voyages que Napoléon fit pour inspecter les travaux d'Anvers, il se trouva un jour « aux prises sur le métier, avec un capitaine ou lieutenant-colonel du génie qui concourait modestement et obscurément aux fortifications de la place. À quelque temps de là, cet officier reçut inopinément une lettre d'avancement, sa nomination d'aide-de-camp de l’Empereur, et l'ordre de se rendre en service aux Tuileries. Le pauvre officier crut rêver, ou ne douta pas qu'on ne se fût trompé. Ses mœurs étaient si innocentes et ses liaisons si restreintes, que se rappelant m'avoir vu jadis une fois à Anvers, il me prit pour une de ses ressources, et, arrivant à Paris, vint me confier toute son ignorance de la cour et son extrême embarras d'y paraître. Mais il était facile à rassurer ; il y entrait par la belle porte et s'y présentait avec un bon fond. Cet officier est le général Bernard, dont cette circonstance mit les talents au grand jour, et qui, lors de nos catastrophes, a été recueilli par les États-Unis, qui l'ont placé, à la tête de leurs travaux militaires . »
Créé chevalier de l'Empire le 10 janvier 1812, avec un majorat de 4 000 francs, Simon Bernard est promu colonel à l'ouverture de la campagne de Saxe (1813) et participe aux batailles de Lützen et de Wurtzen. Le 16 août, près de Zittan, il se blesse à la jambe après une chute dans un ravin. On doit le transporter à Torgau, mais ses blessures ne l'empêchent pas de prendre part à la défense de cette place lorsqu'elle est assiégée en 1814. Le 22 mars, il est créé baron de l'Empire et, le lendemain, général de brigade.

### Sous la Restauration
D'abord contesté par le gouvernement de la Restauration, il est reconnu sur l'intervention du général Marescot dans le grade de maréchal de camp le 23 juillet.
Après l'abdication de Napoléon, il se rallie à Louis XVIII qui le fait chevalier de Saint-Louis le 20 août 1814, et est chargé par le général Clarke, ministre de la Guerre de la Restauration, d'un important travail topographique. Mais dès qu'il apprend le retour en France de Napoléon en 1815, il se rallie à l'Empereur et prend part à la bataille de Waterloo. 
Devenu suspect sous la Seconde Restauration en raison de son attitude pendant les Cent-Jours, il reçoit l'ordre de quitter Paris. Il refuse les offres que lui font plusieurs souverains, notamment le tsar de Russie, et s'embarque pour les États-Unis dont le gouvernement utilise ses compétences techniques. « Un des premiers et des plus importants travaux du général Bernard, a écrit M. Roux de Rochelle dans une notice nécrologique lue en 1840 à la Société de géographie, est la reconnaissance géodésique qu'il a à faire pour ouvrir des routes de communication entre Washington et La Nouvelle-Orléans, à travers des contrées dont une grande partie était encore occupée par des nations sauvages. Cette distance, d'environ 400 lieues de France, est parcourue quatre fois par notre intrépide voyageur ; il essaie, il suit plusieurs directions différentes qui arrive toutes aux mêmes points par leurs extrémités, afin que le gouvernement fédéral pût choisir et adopter les lignes de communication qui lui paraîtraient  préférables sous les rapports militaires, politiques et commerciaux. »
Le président James Madison le nomme brigadier-général responsable de la construction du système de défenses côtières s’étendant du Maine jusqu’en Louisiane. À ce titre, il entame en 1819 la construction du fort Monroe. Sa renommée outre-Atlantique est telle qu'on le surnomme « le Vauban du nouveau monde ». Il effectue également de nombreuses études de géologie et d'histoire naturelle et dresse en 1824 le plan d'un canal entre le Potomac et l'Ohio.

### Sous la monarchie de Juillet
À la nouvelle de la révolution de Juillet, le général Bernard revient en France et devient aide de camp du Roi. Louis-Philippe Ier le nomme lieutenant général du génie le 15 octobre 1831 et l'appelle au comité général des fortifications où il est chargé de dresser les plans de l'enceinte projetée autour de Paris. 

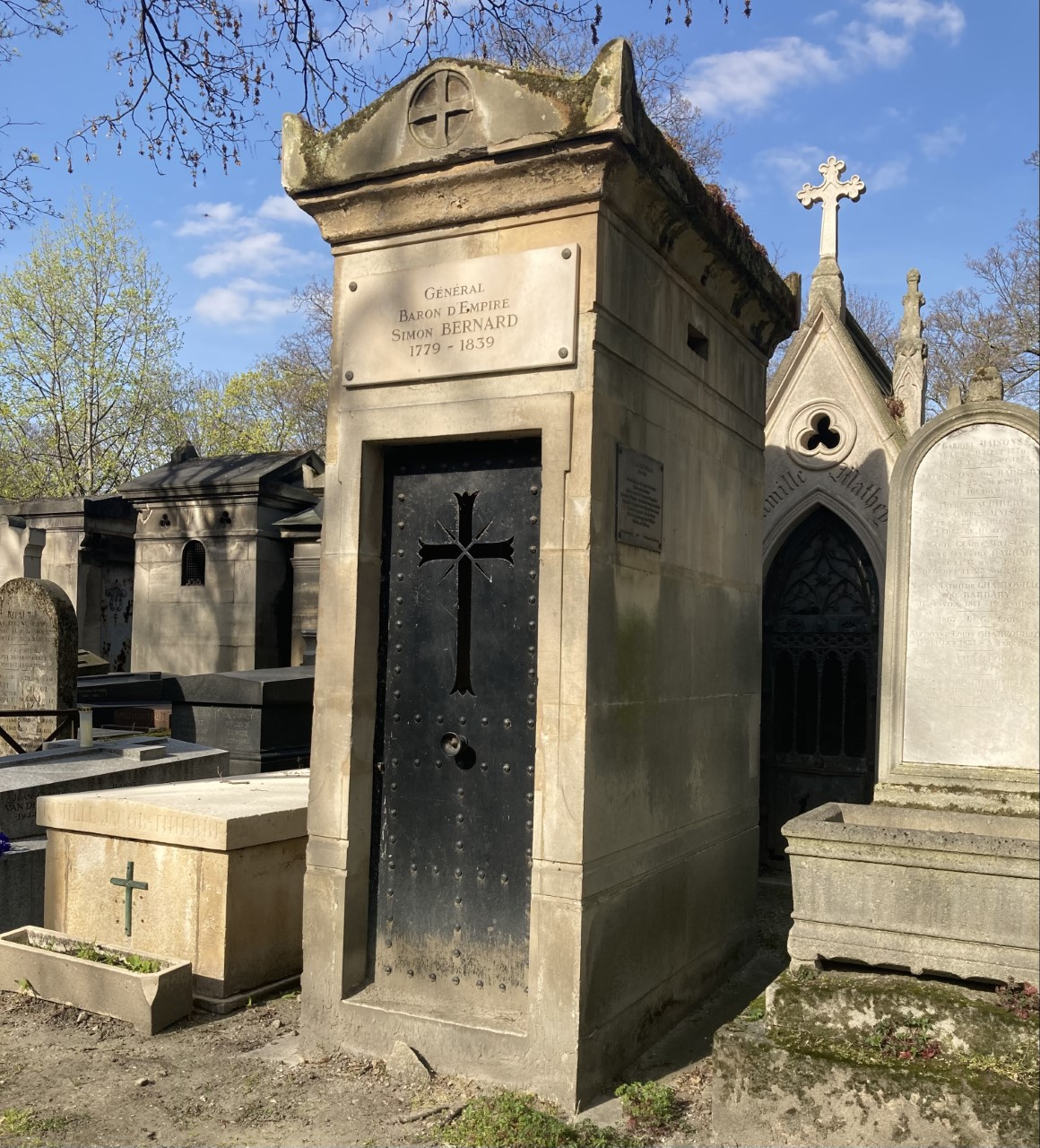
Chapelle funéraire du général Bernard.

Ministre de la Guerre dans le « ministère des trois jours », du 10 au 18 novembre 1834, il reprend ce portefeuille, contre sa vocation et ses inclinations, dans le premier puis le second ministère Molé, du 19 septembre 1836 au 31 mars 1839. Il fait paraître les ordonnances des 20 et 25 décembre 1837 sur les services de marche, de la solde et des revues, et du 16 mars 1838 sur l'avancement.
La presse de l'époque se montre critique sur son compte. Lorsqu'il est nommé au gouvernement, un journal rapporte un mot de Napoléon qui aurait dit à son propos : « Mon cher Bernard, ne parle donc jamais politique, tu n'y entends rien ; tu es un excellent maçon, ne sors pas de là. » Sa nomination est également accueillie fraîchement dans l'armée, où on l'appelle « le grand terrassier ».
Lors des élections législatives consécutives à la dissolution de 1839, le général Bernard soutient activement, mais en vain, la candidature du baron Janet dans sa ville natale de Dole. Le général Bernard a été fait pair de France le 10 novembre 1834, grand officier le 18 février 1836 puis grand-croix de la Légion d'honneur le 9 mars 1839.
Il meurt à Paris le 5 novembre 1839, âgé de 60 ans et est inhumé au cimetière de Montmartre, dans la trente-deuxième division, le long de l'avenue Saint-Charles. Le gouvernement des États-Unis, en apprenant sa mort, ordonne un deuil de 30 jours à tous les officiers de l’armée. Le comte Mathieu Molé, qui est un de ses amis, prononce l'oraison funèbre.

## Hommages

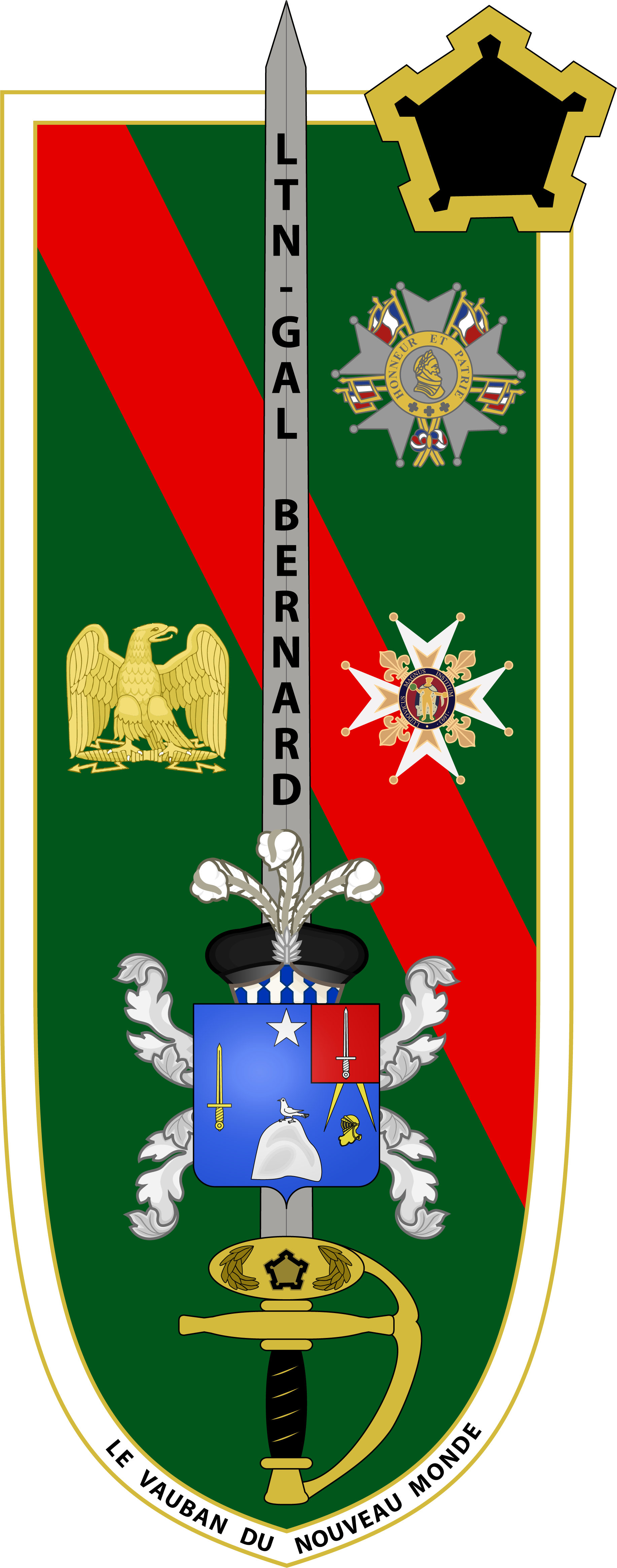
Insigne de la promotion "Simon Bernard" de l'ENSIM

- Un buste en son honneur a été inauguré dans l'Hôtel de ville de sa ville natale de Dole[5]
- La 11e promotion de l'École nationale supérieure des ingénieurs de l'infrastructure militaire porte le nom "Simon Bernard"

## Armoiries
| Figure | Blasonnement |
|        | Simon Bernard (28 avril 1779 - Dole (Jura) † 5 novembre 1839 - Paris), major du génie (3 août 1811), colonel et aide de camp de l'Empereur (21 janvier 1813), général de brigade (23 mars 1814), lieutenant général (15 octobre 1831), chevalier de l'Empire (10 janvier 1812), baron de l'Empire (22 mars 1814), Légionnaire (25 prairial an XII), puis Officier (24 octobre 1813), puis Commandeur (26 mai 1832), puis Grand officier (18 février 1836), et Grand-croix de la Légion d'honneur (9 mars 1839), chevalier de Saint-Louis (20 août 1814), D'azur à un oiseau posé sur un mont isolé et surmonté d'une étoile, le tout d'argent et accompagné, à senestre d'un compas ouvert, à dextre d'une épée haute en pal, et en pointe d'un casque taré de profil, le tout d'or ; au franc-quartier des barons militaires brochant au neuvième de l'écu. |

### Sources
- « Simon Bernard », dans Charles Mullié, Biographie des célébrités militaires des armées de terre et de mer de 1789 à 1850, 1852 [détail de l’édition]
- « Simon Bernard », dans Adolphe Robert et Gaston Cougny, Dictionnaire des parlementaires français, Edgar Bourloton, 1889-1891 [détail de l’édition]